# Old Shatterhand

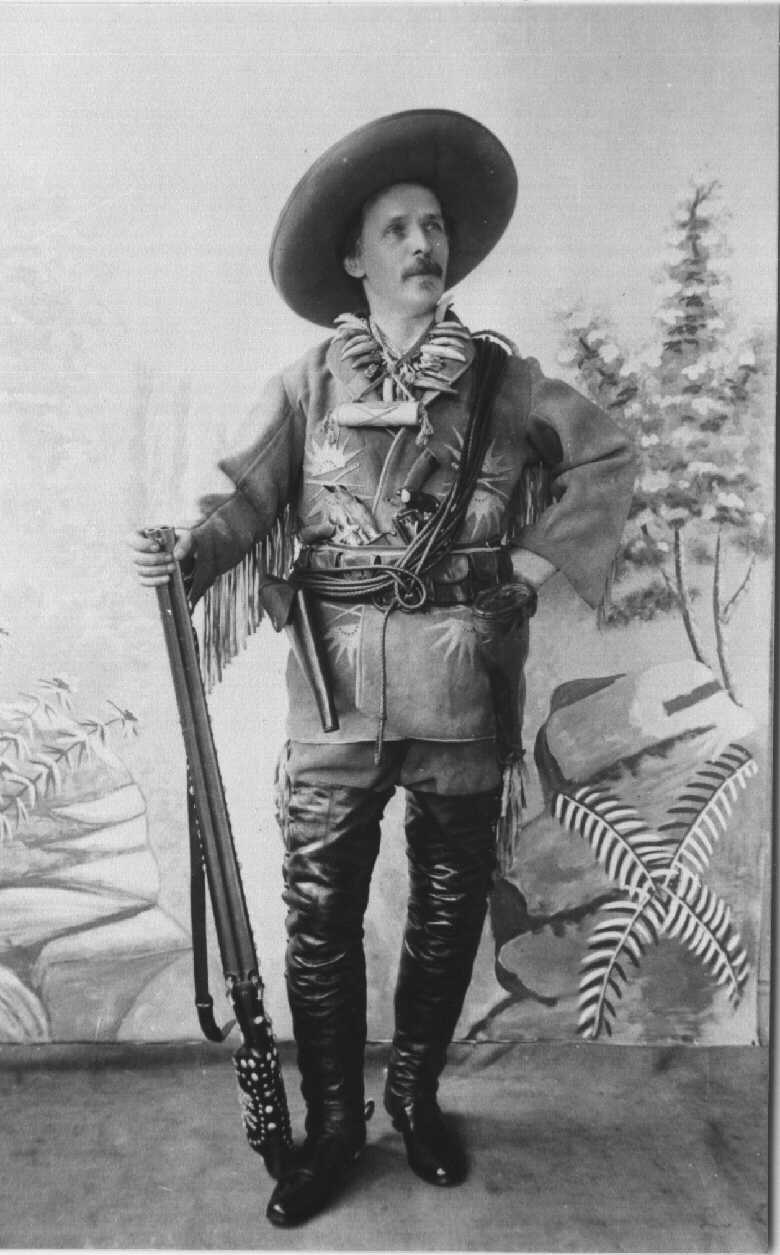
Karl May als Old Shatterhand

Old Shatterhand is de krijgsnaam die de schrijver Karl May zichzelf toebedeelde in zijn wereldberoemde verhalen over Winnetou en Old Shatterhand, gesitueerd in het Wilde Westen, vlak na de Amerikaanse Burgeroorlog.
Old Shatterhand is de bloedbroeder van Winnetou, opperhoofd der Apachen. Samen strijden zij voor een vreedzame, christelijke wereld in de ontluikende Verenigde Staten van eind 19e eeuw. In tegenstelling tot andere indianenverhalen, zoals die van Buffalo Bill, kenmerken de verhalen van May zich door het feit dat de beide hoofdpersonages slechts in uiterste nood, en na uitputten van alle andere mogelijkheden, naar de wapens grijpen; in veel gevallen worden passages waarin de hoofdpersonages andere personages om het leven brengen, voorafgegaan en gevolgd door uitgebreide verontwaardiging om wat nodig blijkt.
De naam Shatterhand (letterlijk: vergruizende hand) verwijst naar de grote fysieke kracht van het personage, die hem in staat stelt om een man met één slag bewusteloos te slaan.
Andere personages waar Old Shatterhand mee in contact komt zijn onder meer Nsho-tshi, zuster van Winnetou die verliefd wordt op Old Shatterhand (wat haar het leven kost); Sam Hawkens, zijn leermeester en vriend; Santer, moordenaar van Nsho-tshi en Winnetou's vader Intshu-Tshuna; en Tangua, opperhoofd der Kiowa's en gezworen vijand van Winnetou en Old Shatterhand.

## Karl-May-films met Old Shatterhand
- Der Schatz im Silbersee (1962)
- Winnetou 1. Teil (1963)
- Old Shatterhand (1964)
- Winnetou 2. Teil (1964)
- Winnetou 3. Teil (1965)
- Winnetou und das Halbblut Apanatschi (1966)
- Winnetou und Shatterhand im Tal der Toten (1968)